# Gleeble

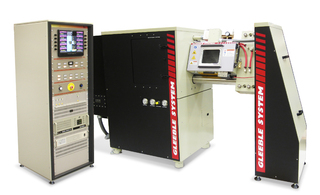
Een Gleeble 3500

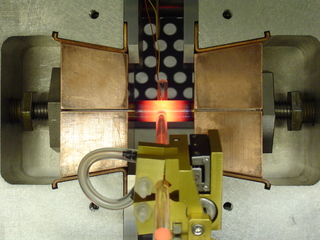
Proefmonster tijdens een proef in de Gleeble

Een Gleeble is een type apparaat dat in materiaalkundig onderzoek gebruikt wordt voor het thermo-mechanisch testen van materialen, en voor het simuleren van fysische processen. 
In het apparaat wordt een stukje materiaal geplaatst, dat vervolgens verwarmd wordt, en waar daarna een zekere drukspanning op komt te staan. Verschillende parameters, zoals kracht, druksnelheid en temperatuur zijn in te stellen. Na afloop kan het proefstuk op meerdere manieren gekoeld worden. Het experiment levert onder meer gegevens op over de relatie tussen de druksterkte en de lengteverandering van het materiaal. Na afloop van het experiment wordt doorgaans ook de microstructuur bestudeerd. 